# Giacinto Santagostino
Giacinto Santagostino (1620 circa – 1688) è stato un pittore italiano.
Attivo a Milano e spesso in coppia con il ben più noto fratello Agostino. 
Valente ritrattista, tra le sue opere alcuni dipinti di notabili milanesi dell'epoca.